# Переви
Переви (груз. პერევი) — село в Грузии, входит в состав Сачхерского муниципалитета края Имеретия.
Юго-восточнее находится одноимённое село Переви или Переу (осет. Пъереу), которое находится в пределах бывшей Юго-Осетинской автономной области и контролируется властями частично признанной Южной Осетии.

## Население
Согласно переписи населения Грузии 2014 года в селе жило 564 человека, 99,5 % населения которого составляли грузины.
Село Переви по состоянию на 1989 год было населено грузинами.

## История
Во время войны 2008 года село было занято российскими войсками. 30 октября 2008 года Постоянный представитель России при ОБСЕ в Вене А. С. Азимов сообщил, что село Переви расположено в долине прямо на грузино-югоосетинской границе и делится на неравные части, граница между Грузией и Южной Осетией проходит прямо по этому населённому пункту, а наблюдательный пункт российских военных находится в югоосетинском секторе села.
12 декабря 2008 года российские военные сняли блокпост в Переви, и, как сообщил собеседник агентства «Интерфакс», решением грузинского руководства в нарушение достигнутых договорённостей в южноосетинскую часть села было введено подразделение специального назначения МВД Грузии. Российские военные вернулись обратно и вытеснили грузинский спецназ из села.
18 октября 2010 года российские военные покинули территорию села после Женевских переговоров между Грузией и Россией, о чём было сделано заявление МИД России «О выводе российского пограничного поста из населённого пункта Переви на границе Грузии и Республики Южная Осетия», в котором сообщалось, что, действуя в духе доброй воли, российская сторона передислоцировала в глубь Южной Осетии пограничный пост, находившийся в течение двух лет на спорной территории вблизи села Переви После того, как село покинули пограничники России, на его территорию вошли подразделения МВД Грузии. Как сообщило apsny.ge, заместитель посла США в Грузии Кэнд Логстон приветствовал данную акцию России и заявил, что это первый позитивный шаг, предпринятый Российской Федерацией. Посол Чехии в Грузии Иван Естраб, по данным apsny.ge, сообщил, что считает вывод российских войск из Переви началом процесса деоккупации территорий Грузии, МИД России заявил, что выводом войск из Переви российская сторона выполнила свои международные обязательства. Грузинский эксперт Андро Барнов сообщил, что считает, что заявление МИД РФ носит «крайне неконструктивный» и «абсурдный» характер. Руководитель Фонда стратегии и исследования международных отношений Александр Рондели приветствовал вывод войск с территории села Переви и выразил мнение, что «для них это село было препятствующим фактором, и именно поэтому они решили вывести оттуда войска».

## Топографические карты
- Лист карты K-38-52-В Гона. Масштаб: 1 : 50 000. Указать дату выпуска/состояния местности.